# Барсегян, Тариел Карапетович
Тариел Карапетович Барсегян (арм. Տարիել Բարսեղյան; 28 октября 1939, Вагаршапат — 30 августа 2021) — армянский юрист, председатель Верховного суда Армении (1990—1998). Заслуженный юрист Республики Армения (2009).
- Окончил среднюю школу в Ереване, а в 1959 — Ереванское техническое училище № 1.
- 1959—1962 — служил в армии.
- 1967 — окончил юридический факультет Ереванского государственного университета и поступил в аспирантуру того же университета.
- С 1970 — преподавал в Ереванском государственном университете на кафедре гражданского права.
- 1972 — защитил диссертацию, получив степень кандидата юридических наук. Доцент (1977).
- 1988—1990 — заведующий кафедрой гражданского права в Ереванском государственном университете.
- 1990—1998 — был председателем Верховного суда Армении, одновременно преподавал в ЕГУ.

## Другие данные
- Имеет I ранг квалификацированного судьи.
- Долгое время был ведущим телепрограммы «Человек и право».

### Статьи
- «Право Республики Армении» (1999).
- «Гражданское право Армянской ССР» (1972, 1982).
- «Гражданское право Армении» (1999—2003).